# Edna Anderson
Pour les articles homonymes, voir Anderson.
Edna Viola Anderson (née Falkner) (9 novembre 1922-7 juillet 2019) est une femme politique canadienne de l'Ontario. Elle est députée fédérale progressiste-conservatrice de la circonscription ontarienne de Simcoe-Centre de 1988 à 1993.

## Biographie
Née à Saint Catharines en Ontario, Anderson est élue en 1988. Elle n'effectue qu'un seul mandat, car elle ne se représente pas en 1993.
Elle meurt en juillet 2019 à l'âge de 96 ans.
Son grand-père, James Dew Chaplin, est député conservateur de Lincoln de 1917 à 1935.